# 2014年中國內地一周電影票房冠軍列表
以下列表为2014年中國內地一周内的电影票房冠军，列表将星期一到星期天视为一周。

## 列表
| 周数 | 日期                         | 片名                  | 一周票房总和 （人民币万元）   | 上映 天数 | 上周 名次 | 备注 |
| ---- | ---------------------------- | --------------------- | ----------------------------- | --------- | --------- | --- |
| 1    | 2013年12月30日 -2014年1月5日 | 警察故事2013          | 搜狐：16372 中国电影报：16850 | 13        | 1         | |
| 2    | 1月6日-1月12日               | 神偷奶爸2             | 搜狐：9382 中国电影报：9700   | 3         | 新上榜    | |
| 3    | 1月13日-1月19日              | 神偷奶爸2             | 搜狐：11226 中国电影报：11400 | 10        | 1         | |
| 4    | 1月20日-1月26日              | 熊出没之夺宝熊兵      | 中国电影报：8250              | 10        | 新上榜    | 欠搜狐數據 |
| 5    | 1月27日-2月2日               | 西游记之大闹天宫      | 搜狐：30669 中国电影报：32700 | 3         | 新上榜    | |
| 6    | 2月3日-2月9日                | 西游记之大闹天宫      | 搜狐：44993                   | 10        | 1         | 欠中国电影报數據， 中国电影报只有春节七天（1.31-2.6）的數據                                                               |
| 7    | 2月10日-2月16日              | 北京爱情故事          | 搜狐：20093 中国电影报：20800 | 4         | 新上榜    | |
| 8    | 2月17日-2月23日              | 霍比特人2：史矛革荒漠 | 搜狐：20029 中国电影报：20700 | 3         | 新上榜    | |
| 9    | 2月24日-3月2日               | 霍比特人2：史矛革荒漠 | 搜狐：16286 中国电影报：16590 | 10        | 1         | |
| 10   | 3月3日-3月9日                | 机械战警              | 搜狐：13138 中国电影报：13300 | 10        | 2         | |
| 11   | 3月10日-3月16日              | 极品飞车              | 搜狐：12926 中国电影报：13400 | 3         | 新上榜    | |
| 12   | 3月17日-3月23日              | 极品飞车              | 搜狐：14845 中国电影报：15100 | 10        | 1         | |
| 13   | 3月24日-3月30日              | 极品飞车              | 搜狐：8497 中国电影报：8650   | 17        | 1         | |
| 14   | 3月31日-4月6日               | 美国队长2             | 搜狐：22356 中国电影报：23500 | 3         | 新上榜    | |
| 15   | 4月7日-4月13日               | 美国队长2             | 搜狐：25574 中国电影报：26000 | 10        | 1         | |
| 16   | 4月14日-4月20日              | 美国队长2             | 搜狐：11118 中国电影报：11300 | 17        | 1         | |
| 17   | 4月21日-4月27日              | 同桌的妳              | 搜狐：10684 中国电影报：11100 | 3         | 新上榜    | |
| 18   | 4月28日-5月4日               | 同桌的妳              | 搜狐：21341 中国电影报：21700 | 10        | 1         | |
| 19   | 5月5日-5月11日               | 超凡蜘蛛侠2           | 搜狐：28627 中国电影报：29000 | 8         | 4         | |
| 20   | 5月12日-5月18日              | 超凡蜘蛛侠2           | 搜狐：15087 中国电影报：15300 | 15        | 1         | |
| 21   | 5月19日-5月25日              | X战警：逆转未来       | 搜狐：24252 中国电影报：25200 | 3         | 新上榜    | |
| 22   | 5月26日-6月1日               | X战警：逆转未来       | 搜狐：27032 中国电影报：27600 | 10        | 1         | |
| 23   | 6月2日-6月8日                | 明日边缘              | 搜狐：15839 中国电影报：16450 | 3         | 新上榜    | |
| 24   | 6月9日-6月15日               | 哥斯拉                | 搜狐：22823 中国电影报：23700 | 3         | 新上榜    | |
| 25   | 6月16日-6月22日              | 哥斯拉                | 搜狐：19598 中国电影报：19900 | 10        | 1         | |
| 26   | 6月23日-6月29日              | 变形金刚4             | 搜狐：61566 中国电影报：63000 | 3         | 新上榜    | |
| 27   | 6月30日-7月6日               | 变形金刚4             | 搜狐：74208 中国电影报：75600 | 10        | 1         | |
| 28   | 7月7日-7月13日               | 变形金刚4             | 搜狐：34677 中国电影报：35300 | 17        | 1         | |
| 29   | 7月14日-7月20日              | 小時代：刺金時代      | 搜狐：30840 中国电影报：32000 | 4         | 新上榜    | |
| 30   | 7月21日-7月27日              | 后会无期              | 搜狐：29002 中国电影报：30080 | 4         | 新上榜    | |
| 31   | 7月28日-8月3日               | 白发魔女传之明月天国  | 搜狐：21791 中国电影报：22600 | 4         | 新上榜    | |
| 32   | 8月4日-8月10日               | 白发魔女传之明月天国  | 搜狐：12143 中国电影报：12300 | 11        | 1         | |
| 33   | 8月11日-8月17日              | 驯龙高手2             | 搜狐：16215 中国电影报：16800 | 4         | 新上榜    | |
| 34   | 8月18日-8月24日              | 驯龙高手2             | 搜狐：14840 中国电影报：15100 | 11        | 1         | |
| 35   | 8月25日-8月31日              | 猩球崛起：黎明之战    | 搜狐：27804 中国电影报：28700 | 3         | 新上榜    | |
| 36   | 9月1日-9月7日                | 敢死队3               | 中国电影报：21900             |           | 新上榜    | 欠搜狐數據 |
| 37   | 9月8日-9月14日               | 猩球崛起：黎明之战    | 中国电影报：12550             | 17        | 2         | 欠搜狐數據 |
| 38   | 9月15日-9月21日              | 猩球崛起：黎明之战    | 搜狐：5079 中国电影报：5290   | 24        | 1         | |
| 39   | 9月22日-9月28日              | 亲爱的                | 中国电影报：10300             | 4         | 新上榜    | 欠搜狐數據 |
| 40   | 9月29日-10月5日              | 心花路放              | 中国电影报：59800             | 6         | 新上榜    | 欠搜狐數據 |
| 41   | 10月6日-10月12日             | 心花路放              | 搜狐：29872 中国电影报：30400 | 13        | 1         | |
| 42   | 10月13日-10月19日            | 银河护卫队            | 搜狐：23358 中国电影报：23700 | 10        | 2         | |
| 43   | 10月20日-10月26日            |                       | 搜狐：12315 中国电影报：12700 | 3         | 新上榜    | |
| 44   | 10月27日-11月2日             | 忍者神龜：变种时代    | 搜狐：16206 中国电影报：16670 | 3         | 新上榜    | |
| 45   | 11月3日-11月9日              | 忍者神龜：变种时代    | 搜狐：15385 中国电影报：15600 | 10        | 1         | |
| 46   | 11月10日-11月16日            | 星际穿越              | 搜狐：25873 中国电影报：26950 | 5         | 新上榜    | |
| 47   | 11月17日-11月23日            | 星际穿越              | 搜狐：25337 中国电影报：25800 | 12        | 1         | |
| 48   | 11月24日-11月30日            | 星际穿越              | 中国电影报：14400             | 19        | 1         | 欠搜狐數據 |
| 49   | 12月1日-12月7日              | 匆匆那年              | 搜狐：20276 中国电影报：20900 | 3         | 6         | 註:匆匆那年於第48周(11月24日-11月30日)曾"試映"並獲得該周票房第6名, 但是試映並不是真正公映, 所以上映天數其不包括在試映天數 |
| 50   | 12月8日-12月14日             | 匆匆那年              | 搜狐：21850 中国电影报：22000 | 10        | 1         | |
| 51   | 12月15日-12月21日            | 一步之遥              | 搜狐：33286 中国电影报：34500 | 4         | 新上榜    | |
| 52   | 12月22日-12月28日            | 智取威虎山3D          | 搜狐：31449 中国电影报：32400 | 6         | 新上榜    | |

### 引用
1. ↑  1230-0105内地票房 一周总票房4.8亿平稳开年 （页面存档备份，存于）2014年1月7日
2. ↑  2014年第1周(12.30-1.5)2014年1月7日
3. ↑  0106-0112内地票房 “小黄人”9382万欢乐夺冠 （页面存档备份，存于）2014年1月14日
4. ↑  2014第2周（1.6-1.12） （页面存档备份，存于）2014年1月14日
5. ↑  0113-0119内地票房 三部动画攻占六成周票房 （页面存档备份，存于）2014年1月21日
6. ↑  2014年第3周（1.13-1.19） （页面存档备份，存于）2014年1月21日
7. ↑  2014年第4周（1.20-1.26） （页面存档备份，存于）2014年1月28日
8. ↑  0127-0202内地票房 3天6.6亿双片催热影市 （页面存档备份，存于）2014年2月4日
9. ↑  2014年第五周（1.27-2.2） （页面存档备份，存于）2014年2月11日
10. ↑  0203-0209内地票房 狂揽11.5亿刷新单周纪录 （页面存档备份，存于）2014年2月11日
11. ↑  2014年春节七天（1.31-2.6） （页面存档备份，存于）2014年2月11日
12. ↑  0210-0216内地票房 《北京爱情故事》2亿夺冠 （页面存档备份，存于）2014年2月18日
13. ↑  2014年第7周（2.10-2.16） （页面存档备份，存于）2014年2月18日
14. ↑  0217-0223内地票房 《霍比2》3天2亿夺冠 （页面存档备份，存于）2014年2月25日
15. ↑  2013第8周（2.17-2.23） （页面存档备份，存于）2014年2月25日
16. ↑  0224-0302内地票房 《霍比特人2》1.6亿蝉联 （页面存档备份，存于）2014年3月4日
17. ↑  2013第9周（2.24-3.2） （页面存档备份，存于）2014年3月4日
18. ↑  0303-0309内地票房 市场大盘继续回落再降温 （页面存档备份，存于）2014年3月11日
19. ↑  2014年第10周（3.3-3.9） （页面存档备份，存于）2014年3月11日
20. ↑  0310-0316内地票房 《极品飞车》3天1.3亿夺冠 （页面存档备份，存于）2014年3月18日
21. ↑  2014年第11周（3.10-3.16） （页面存档备份，存于）2014年3月18日
22. ↑  0317-0323内地票房 《极品飞车》1.5亿蝉联 （页面存档备份，存于）2014年3月25日
23. ↑  2014年第12周（3.17-3.23） （页面存档备份，存于）2014年3月25日
24. ↑  0324-0330内地票房 《极品飞车》8497万三连冠 （页面存档备份，存于）2014年4月1日
25. ↑  2014年13周（3.24-3.30） （页面存档备份，存于）2014年4月1日
26. ↑  0331-0406内地票房 《美队2》3天2.2亿催热市场 （页面存档备份，存于）2014年4月8日
27. ↑  2014第14周(3.31-4.6) （页面存档备份，存于）2014年4月8日
28. ↑  0407-0413内地票房 《美队2》近2.6亿蝉联冠军 （页面存档备份，存于）2014年4月16日
29. ↑  2014第15周(4.7-4.13) （页面存档备份，存于）2014年4月15日
30. ↑  0414-0420内地票房 《美队2》1.1亿三连冠 （页面存档备份，存于）2014年4月22日
31. ↑  2014年第16周（4.14-20） （页面存档备份，存于）2014年4月22日
32. ↑  0421-0427内地票房 《同桌的你》3天1.1亿夺冠 （页面存档备份，存于）2014年4月29日
33. ↑  2014第17周（4.21-4.27） （页面存档备份，存于）2014年4月29日
34. ↑  0428-0504 内地票房 《同桌的你》2.1亿蝉联夺冠 （页面存档备份，存于）2014年5月7日
35. ↑  2014第18周（4.28-5.4） （页面存档备份，存于）2014年5月6日
36. ↑  0421-0427  0505-0511 内地票房 《超凡蜘蛛侠2》2.8亿夺冠 （页面存档备份，存于）2014年5月13日
37. ↑  2014第19周（5.5-5.11) （页面存档备份，存于）2014年5月13日
38. ↑  0421-0427 0512-0518 内地票房 《超凡蜘蛛侠2》累计5亿 （页面存档备份，存于）2014年5月20日
39. ↑  2014第20周（5.12-5.18） （页面存档备份，存于）2014年5月20日
40. ↑  0519-0525 内地票房 《X战警》3天2.4亿夺冠 （页面存档备份，存于）2014年5月27日
41. ↑  2014第21周（5.19-5.25） （页面存档备份，存于）2014年5月27日
42. ↑  0526-0601 内地票房 《X战警》2.7亿蝉联冠军 （页面存档备份，存于）2014年6月10日
43. ↑  2014第22周（5.26-6.1） （页面存档备份，存于）2014年6月3日
44. ↑  0602-0608 内地票房 《明日边缘》3天1.6亿夺冠 （页面存档备份，存于）2014年6月11日
45. ↑  2014第23周（6.2-6.8） （页面存档备份，存于）2014年6月10日
46. ↑  0609-0615内地票房 《哥斯拉》3天2.3亿夺冠 （页面存档备份，存于）2014年6月18日
47. ↑  2014年第24周（6.9-6.15）2014年6月17日
48. ↑  0616-0622内地票房 《哥拉斯》2亿蝉联冠军 （页面存档备份，存于）2014年6月24日
49. ↑  2014年第25周（6.16-6.22） （页面存档备份，存于）2014年6月24日
50. ↑  0623-0629内地票房 《变形金刚4》3天超6亿 （页面存档备份，存于）2014年7月1日
51. ↑  2014年第26周（6.23-29 （页面存档备份，存于）2014年7月1日
52. ↑  0630-0706内地票房 《变4》7.4亿蝉联冠军 （页面存档备份，存于）2014年7月8日
53. ↑  2014第27周（6.30-7.6） （页面存档备份，存于）2014年7月8日
54. ↑  0707-0713内地票房 《变4》3.5亿三度夺冠 （页面存档备份，存于）2014年7月15日
55. ↑  2014第28周（7.7-7.13） （页面存档备份，存于）2014年7月15日
56. ↑  0714-0720内地票房 《小时代3》4天3亿夺冠 （页面存档备份，存于）2014年7月22日
57. ↑  2014第29周（7.14-7.20） （页面存档备份，存于）2014年7月22日
58. ↑  0721-0727内地票房 《后会无期》4天近3亿夺冠 （页面存档备份，存于）2014年7月29日
59. ↑  2014第30周（7.21-7.27） （页面存档备份，存于）2014年7月29日
60. ↑  0728-0803内地票房 《白发魔女传》2.2亿夺冠 （页面存档备份，存于）2014年8月5日
61. ↑  2014年第31周（7.28-8.3） （页面存档备份，存于）2014年8月5日
62. ↑  0804-0810内地票房 《白发魔女》1.2亿蝉联夺冠 （页面存档备份，存于）2014年8月12日
63. ↑  2014年第32周（8.4-8.10） （页面存档备份，存于）2014年8月12日
64. ↑  0811-0817内地票房 《驯龙高手2》4天1.6亿夺冠 （页面存档备份，存于）2014年8月19日
65. ↑  2014年第33周（8.11-8.17） （页面存档备份，存于）2014年8月19日
66. ↑  0818-0824内地票房 《驯龙高手2》近1.5亿蝉联 （页面存档备份，存于）2014年8月27日
67. ↑  2014年第34周（8.18-8.24） （页面存档备份，存于）2014年8月26日
68. ↑  0825-0831内地票房 暑期档超90亿收官 （页面存档备份，存于）2014年9月2日
69. ↑  2014第35周（8.25-31） （页面存档备份，存于）2014年9月2日
70. ↑  2014第36周（9.1-9.7） （页面存档备份，存于）2014年9月9日
71. ↑  2014第37周（9.8-9.14） （页面存档备份，存于）2014年9月16日
72. ↑  0915-0921内地票房 《猩球崛起》仅5000万夺冠 （页面存档备份，存于）2014年9月24日
73. ↑  2014年第38周（9.15-9.21） （页面存档备份，存于）2014年9月23日
74. ↑  2014年第39周（9.22-9.29） （页面存档备份，存于）2014年9月30日
75. ↑  2014第40周（9.29-10.5） （页面存档备份，存于）2014年10月15日
76. ↑  1006-1012内地票房 《心花》3亿蝉联冠军 （页面存档备份，存于）2014年10月15日
77. ↑  2014第41周（10.6-10.12） （页面存档备份，存于）2014年10月15日
78. ↑  1013-1019内地票房 《银河护卫队》夺冠 （页面存档备份，存于）2014年10月21日
79. ↑  2014第42周（10.13-10.19） （页面存档备份，存于）2014年10月21日
80. ↑  1020-1026内地票房：《超体》3天1.2亿夺冠 （页面存档备份，存于）2014年10月28日
81. ↑  2014第43周（10.20-10.26） （页面存档备份，存于）2014年10月28日
82. ↑  1027-1102内地票房 《忍者神龟》1.6亿夺冠 （页面存档备份，存于）2014年11月4日
83. ↑  2014第44周（10.27-11.2） （页面存档备份，存于）2014年11月4日
84. ↑  1103-1109内地票房 《忍者神龟》1.5亿蝉联冠军 （页面存档备份，存于）2014年11月12日
85. ↑  2014第45周（11.3-11.9） （页面存档备份，存于）2014年11月11日
86. ↑  1110-1116内地票房 《星际穿越》2.6亿夺冠 （页面存档备份，存于）2014年11月18日
87. ↑  2014年第46周（11.10-11.16） （页面存档备份，存于）2014年11月18日
88. ↑  1117-1123内地票房 《星际穿越》2.5亿蝉联 （页面存档备份，存于）2014年11月26日
89. ↑  2014第47周（11.17—11.23） （页面存档备份，存于）2014年11月25日
90. ↑  2014第48周（11.24-11.30） （页面存档备份，存于）2014年12月2日
91. ↑  1201-1207内地票房 《匆匆那年》3天2.2亿夺冠 （页面存档备份，存于）2014年12月9日
92. ↑  2014年第49周（12.1-12.7） （页面存档备份，存于）2014年12月9日
93. ↑  1208-1214内地票房 《匆匆那年》2.2亿蝉联冠军 （页面存档备份，存于）2014年12月16日
94. ↑  2014第50周（12.8-12.14） （页面存档备份，存于）2014年12月16日
95. ↑  1215-1221内地票房 《一步之遥》4天3.3亿夺冠 （页面存档备份，存于）2014年12月23日
96. ↑  2014第51周（12.15-12.21） （页面存档备份，存于）2014年12月23日
97. ↑  1215-1221内地票房 1222-1228内地票房 《智取威虎山》3.1亿夺冠 （页面存档备份，存于）2015年1月6日
98. ↑  2014第52周（12.22-12.28） （页面存档备份，存于）2015年1月6日

### 数据来源
- 搜狐娱乐 内地票房新闻（页面存档备份，存于）
- 电影网m1905.com 排行版 内地票房（页面存档备份，存于）
- 中国电影报的新浪微博